# Campeonato Mundial Juvenil de Bádminton 2015
El XVII Campeonato Mundial Juvenil de Bádminton que se celebró en Lima (Perú) entre el 4 al 15 de noviembre del 2015. Las competiciones se realizaron en la Villa Deportiva Nacional de la ciudad peruana.

## Resultados
| Evento          | Oro                       | Plata                               | Bronce                           |
| --------------- | ------------------------- | ----------------------------------- | -------------------------------- |
| Equipos         | China                     | Indonesia                           | China Taipéi                     |
| Masculino ind.  | Lu Chia-hung              | Siril Verma                         | Koki Watanabe                    |
| Masculino ind.  | Lu Chia-hung              | Siril Verma                         | Adulrach Namkul                  |
| Femenino ind.   | Goh Jin Wei               | Lee Ying Ying                       | Natsuki Nidaira                  |
| Femenino ind.   | Goh Jin Wei               | Lee Ying Ying                       | Moe Araki                        |
| Masculino doble | He Jiting Zheng Siwei     | Joel Eipe Federik Sogaard Mortensen | Han Chengkai Zhou Haodong        |
| Masculino doble | He Jiting Zheng Siwei     | Joel Eipe Federik Sogaard Mortensen | Kenya Mitsuhashi Yuta Watanabe   |
| Femenino doble  | Chen Qingchen Jia Yifan   | Du Yue Li Yinhui                    | Nami Matsuyama Chiharu Shida     |
| Femenino doble  | Chen Qingchen Jia Yifan   | Du Yue Li Yinhui                    | Chen Wan-ting Lee Chia-hsin      |
| Mixto           | Zheng Siwei Chen Qingchen | He Jiting Du Yue                    | Fachriza Abimanyu Apriani Rahayu |
| Mixto           | Zheng Siwei Chen Qingchen | He Jiting Du Yue                    | Shuto Morioka Chiharu Shida      |

## Medallero
| Núm. | País         | Oro | Plata | Bronce | Total |
| ---- | ------------ | --- | ----- | ------ | ----- |
| 1    | China        | 4   | 2     | 1      | 7     |
| 2    | Malasia      | 1   | 1     | 0      | 2     |
| 3    | China Taipéi | 1   | 0     | 2      | 2     |
| 4    | Indonesia    | 1   | 0     | 1      | 2     |
| 5    | India        | 0   | 1     | 0      | 1     |
| 5    | Dinamarca    | 0   | 1     | 0      | 1     |
| 6    | Japón        | 0   | 0     | 6      | 6     |
| 7    | Tailandia    | 0   | 0     | 1      | 1     |
|      | TOTAL        | 6   | 6     | 11     | 23    |